# Tom Rogic
Tomas Petar Rogic (/ˈrɒɡɪtʃ/ ROG-itch; tiếng Serbia: Томас Петар Рогић, phiên âm: [tômaːs pětar rǒːgitɕ]; sinh ngày 16 tháng 12 năm 1992), thường được biết đến với tên gọi Tom Rogic, là một cựu cầu thủ bóng đá chuyên nghiệp người Úc gốc Serbia từng thi đấu ở vị trí tiền vệ tấn công.
Sinh ra và lớn lên tại Canberra, Rogic đã chơi ở cấp độ trẻ với Tuggeranong United trước khi chơi chuyên nghiệp ở các câu lạc bộ Úc gồm ANU FC và Belconnen United. Năm 2011, Rogic gia nhập Học viện bóng đá Nike sau khi giành chiến thắng trong một giải đấu địa phương. Anh trở lại quê hương vào năm 2012 để chơi cho Central Coast Mariners, trước khi chuyển đến câu lạc bộ Celtic của Scotland vào năm 2013. Anh cũng đã dành thời gian thi đấu dưới dạng cho mượn tại Melbourne Victory.
Ở cấp độ đội tuyển quốc gia, Rogic có buổi chào sân trong màu áo này kể từ năm 2012 trước Hàn Quốc. Anh cũng có tên trong danh sách cầu thủ tham dự Cúp Liên đoàn các châu lục 2017 và FIFA World Cup 2018. Ngày 3 tháng 10 năm 2023, Rogic chính thức giải nghệ để dành thời gian chăm sóc cho gia đình của anh.